# Karl Emil von Schafhäutl
Karl Emil von Schafhäutl (Ingolstadt, 16 de febrero de 1803-Múnich, 25 de febrero de 1890) fue un físico, teólogo y musicólogo alemán.

## Biografía
Estudió matemáticas y química mineralógica en Landshut y después se dedicó preferentemente a la construcción de instrumentos matemáticos y físicos. Siendo aun estudiante, publicó, bajo el pseudónimo de Pellisov, algunos tratados de acústica y los resultados de sus investigaciones sobre el hierro y el acero. Desde 1833 estudió en Sheffield el procedimiento del pudelado y enseñó a los mineros ingleses a elaborar el hierro de la hulla convirtiéndola en acero cementado y acero de fundición, procedimiento que luego introdujo en Baviera. En 1838 descubrió el nitrógeno en el hierro y en 1841 publicó un trabajo sobre las causas de las explosiones de las calderas.
Para la introducción de un nuevo procedimiento de pudelado, viajó por Francia y la península ibérica; en 1843 fue nombrado profesor de geognosia y minería de la Universidad de Múnich y en 1849 jefe bibliotecario de dicha universidad. Allí fundó el gabinete de geognosia en la Real Academia. Inventó un elevador areométrico, un areómetro, un fotómetro y un fonómetro.